# Banya d'Àfrica

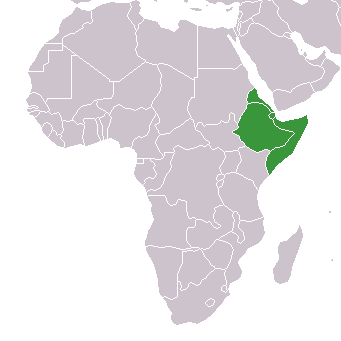
Els estats de la Banya d'Àfrica

La Banya d'Àfrica, també coneguda com l'Àfrica Nord-oriental, i península de Somàlia, és una gran península i regió geopolítica de l'Àfrica oriental. que s'endinsa centenars de quilòmetres a la mar d'Aràbia i s'estén per la banda meridional del golf d'Aden. És la part del continent africà que es projecta més cap a l'est. El terme també és usat per referir-se a la gran regió que comprèn els estats de Djibouti, Etiòpia, Eritrea i Somàlia, que ocupa uns 2 milions de km² i és habitada per uns 90,2 milions de persones (dels quals 75 a Etiòpia, 10 a Somàlia, 4,5 a Eritrea i 0,7 a Djibouti). Definicions més àmplies també inclouen parts o la totalitat de Kenya, Sudan, Sudan del Sud i Uganda. El terme Greater Horn Region (GHR) també pot incloure Burundi, Ruanda i Tanzània. Es troba al llarg del límit sud de la Mar Roja i s'estén per centenars de quilòmetres al canal de Guardafui, al golf d'Aden i a l'oceà Índic i comparteix una frontera marítima amb la península aràbiga de l'Àsia occidental.

## Noms
Aquesta península ha estat coneguda amb diversos noms. Els antics grecs i romans s'hi referien com a Regio Aromatica o Regio Cinnamonifora a causa de les plantes aromàtiques o com a Regio Incognita pel seu territori inexplorat. En temps antic i medieval, la Banya d'Àfrica es coneixia com el Bilad al Barbar ("Terra dels berbers"). També es coneix com a península de Somàlia o, en llengua somalí, Geeska Afrika, Jasiiradda Soomaali o Gacandhulka Soomaali. En altres llengües locals, s'anomena "la Banya d'Àfrica" o "la Banya d'Àfrica": en Amhàric የአፍሪካ ቀንድ yäafrika qänd, en àrab القرن الأفريقي al-qarn al-'afrīqī ', i en Oromo Tigrinya q'ärnī afīrīqa. El nom de Banya d'Àfrica de vegades s'abreuja a HoA (Horn of Africa). Molt comunament se'l coneix simplement com "la banya", mentre que els habitants de vegades s'anomenen col·loquialment els africans de la banya. De vegades s'utilitza el terme Gran Banya d'Àfrica, ja sigui per incloure els països veïns del nord-est d'Àfrica o per distingir la definició geopolítica més àmplia de la Banya d'Àfrica de les definicions peninsulars més estretes.

## Descripció
La regió de la Banya d'Àfrica està formada pels països reconeguts internacionalment de Djibouti, Eritrea, Etiòpia i Somàlia, així com la Somalilàndia autodeclarada de facto.
Geogràficament, la forma que sobresurt que s'assembla a una "Banya" consta de la "península de Somàlia" i la part oriental d'Etiòpia. Però la regió abasta també la resta d'Etiòpia, Eritrea i Djibouti.
De vegades s'utilitza el terme Gran Banya d'Àfrica, ja sigui per incloure països veïns del nord-est d'Àfrica com Kenya, Uganda, Sudan del Sud o per distingir la definició geopolítica més àmplia de la Banya d'Àfrica de les definicions peninsulars més estretes.

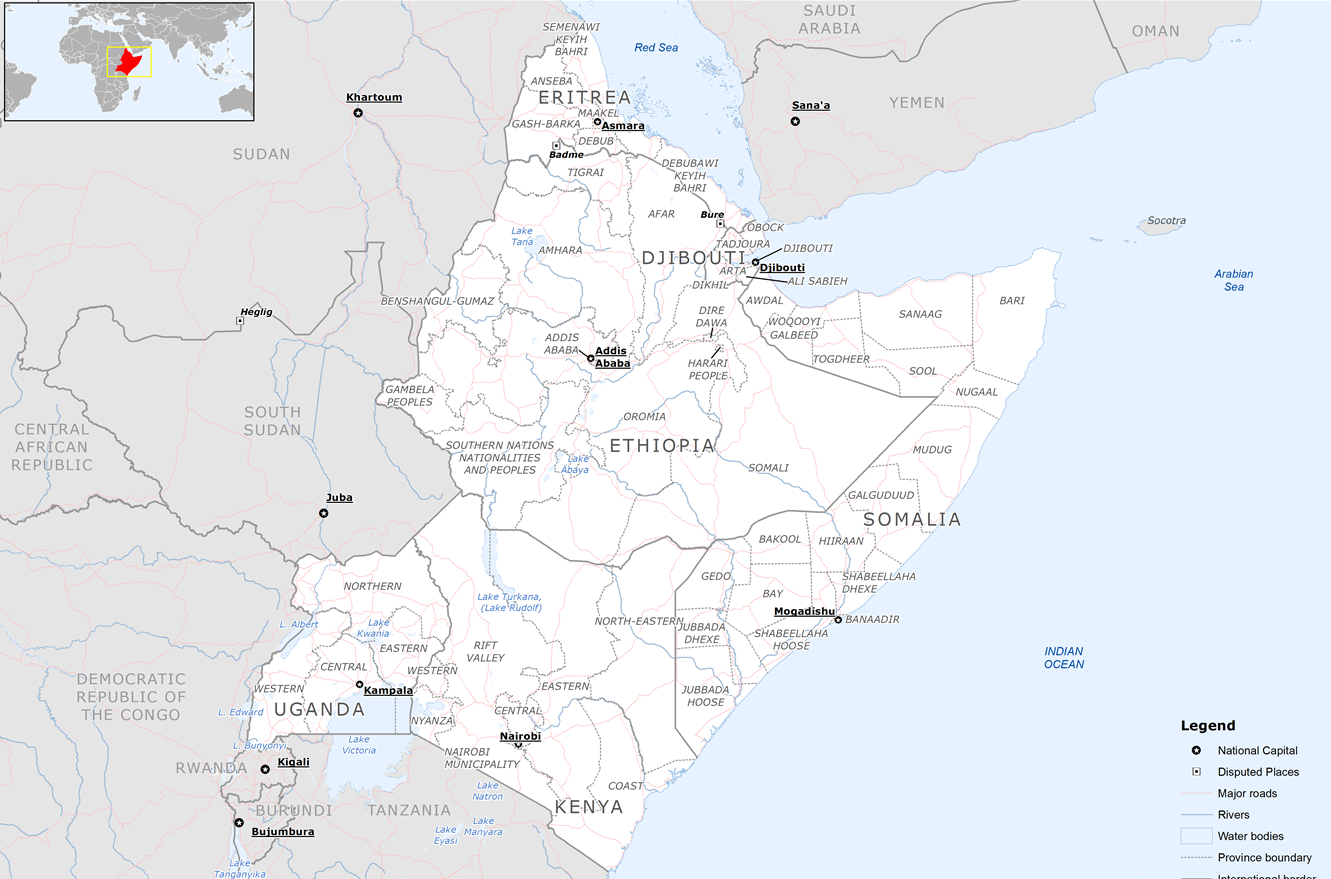
La Gran Banya d'Àfrica consisteix en més dels quatre països típics, incloent-hi també Kenya, Uganda, Sudan i Sudan del Sud.

## Geografia i clima

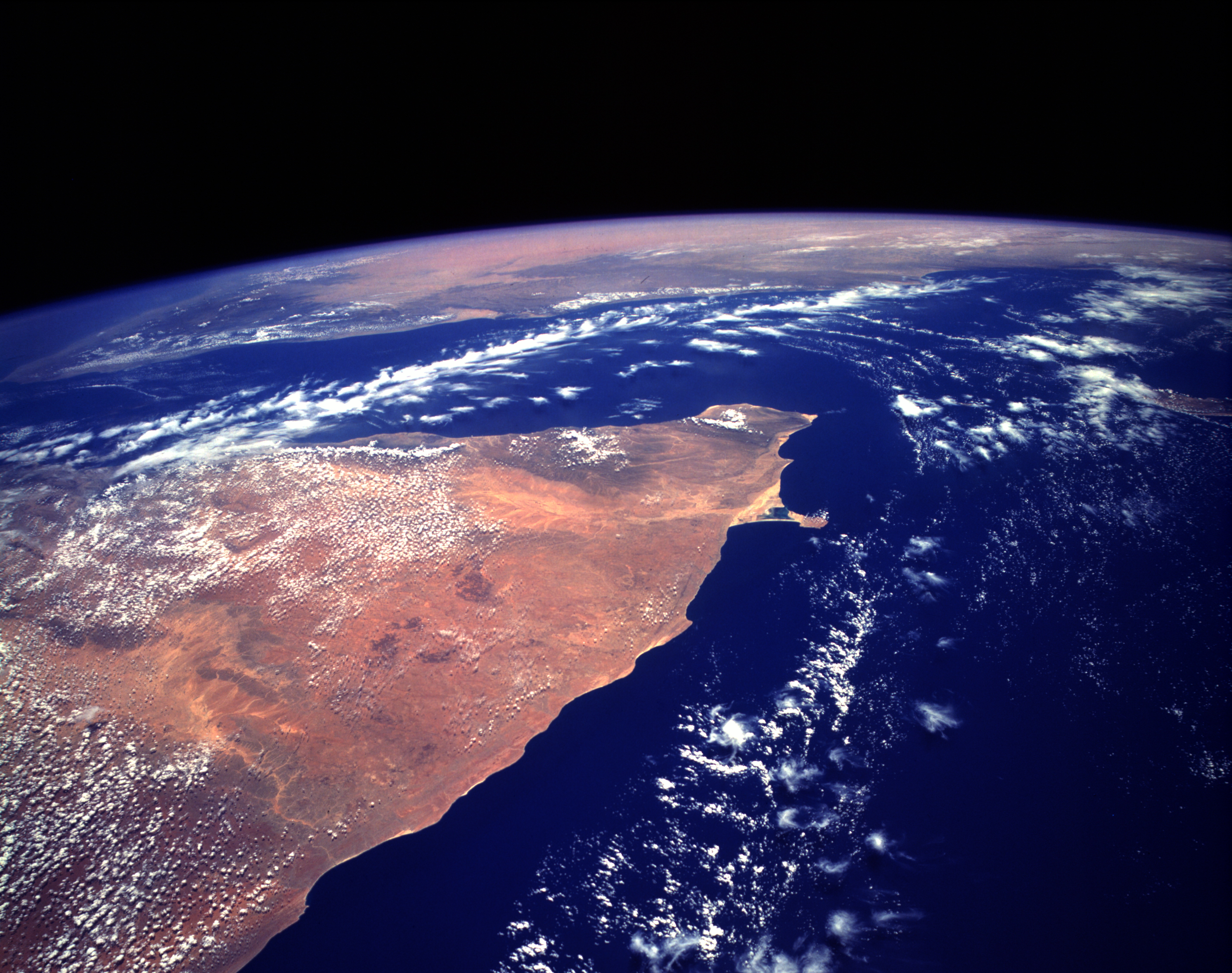
La Banya d'Àfrica en una imatge de satèl·lit el maig del 1993; els colors ataronjats i marronosos indiquen una àmplia franja de clima àrid i semiàrid

Aquesta regió és gairebé equidistant entre l'equador i el tròpic de Càncer. És un terreny muntanyós, amb elevacions derivades de la formació de la Gran Vall del Rift, una fissura en l'escorça terrestre que s'estén des de Turquia fins a Moçambic i que marca la separació de les plaques tectòniques africana i aràbiga. Les màximes altituds s'aconsegueixen a les muntanyes Semien, al nord-oest d'Etiòpia. Les muntanyes baixen amb forts pendents fins a la mar Roja i de manera més suau en el seu camí cap a l'Índic. L'illa de Socotra, davant la costa de Somàlia i pertanyent al Iemen, és un dels pics d'aquesta serralada que s'endinsa a l'oceà.
Tot i la seva proximitat a l'equador, és una regió àrida, ja que els vents del monsó tropical que aporten les pluges estacionals al Sahel i a la regió del Sudan venen de l'oest, de manera que quan arriben a Djibouti i Somàlia ja han perdut la humitat que duien i, per tant, la major part de la Banya d'Àfrica rep molt poca pluja durant el monsó. En canvi, a l'oest i el centre d'Etiòpia i a l'extrem meridional d'Eritrea, les precipitacions monsòniques hi són considerables, amb quantitats de més de 2.000 mm anuals. A l'hivern, els vents alisis provinents del nord-est no aporten humitat excepte a les àrees muntanyoses del nord de Somàlia, on les pluges de final de tardor poden produir totals anuals d'uns 500 mm. A la costa oriental, en canvi, el fort aflorament d'aigües fredes dels fons oceànics i el fet que els vents bufen paral·lels a la costa provoca unes quantitats minses de precipitació de tan sols 51 mm.
Les temperatures a la costa de la mar Roja són de les més altes del món, sobre els 41 °C al juliol i els 32 °C al gener. A la costa oriental, a causa de l'aflorament de les aigües fredes de l'Índic, són una mica més baixes, però així i tot molt càlides. Com més augmenta l'altitud més descendeix la temperatura, així a Asmara les màximes són pels volts dels 20 °C i les glaçades són freqüents durant les nits serenes, mentre que als pics més alts de les muntanyes Semien les temperatures rarament pugen a més de 14 °C i poden arribar als -10 °C en nits sense núvols.

## Història

### Període antic

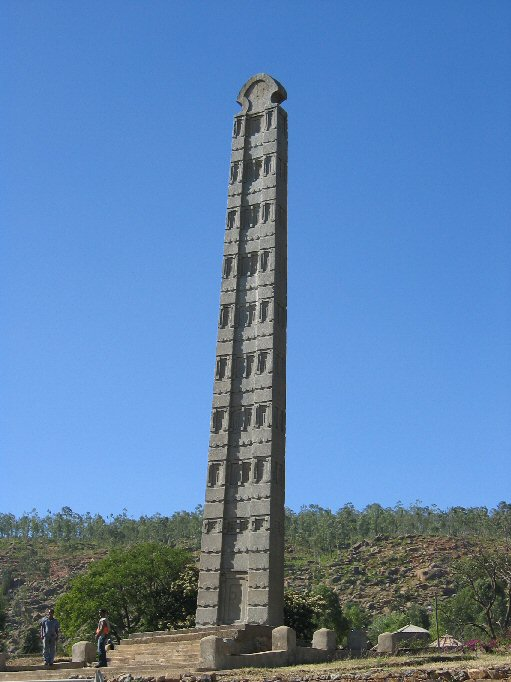
Obeliscos a Etiòpia: el símbol de la civilització Aksum.

El regne d'Axum o Axum era un estat d'influència sabea que s'estenia per les actuals Etiòpia i Eritrea, el nord de Somàlia i el Iemen, que va tenir el seu apogeu entre els segles I i vii. A causa de la situació estratègica de la Banya d'Àfrica, en el passat es va fer servir per restringir l'accés a la mar Roja.
La regió també va ser una font important de recursos biològics durant l'antiguitat: els egipcis, grecs i romans hi van enviar expedicions a la recerca d'encens, mirra, sang de drago o cinabri, que transportaven a través de la Ruta de l'Encens. Els romans, de fet, l'anomenaven la Regio Aromatica. Es creu que aquí és on es trobava el mític país de Punt amb què comerciaven els antics egipcis.
La Banya d'Àfrica també formava part de la xarxa portuària que s'estenia per les costes africanes des del golf Pèrsic dins la més extensa antiga ruta comercial de l'Índic.

### Període medieval i modern
A l'edat mitjana dominava la regió l'Imperi d'Etiòpia i posteriorment es van instal·lar els soldanats autòctons d'Ifat i el Soldanat de Warsangeli (finals del segle xiii). El poble d'Ajuuraan va acabar controlant aquests territoris, sempre dins la cultura musulmana. Més tard van arribar nous soldanats: Adal (segle XV), Geledi i Majeerteen.
Ja al segle xviii es va establir el Regne de Gomma, el qual va inaugurar una sèrie de monarquies rivals que van dominar la zona, essent el Regne de Jimma i el Regne de Gumma els més destacats.

### Període contemporani
Amb la colonització els italians es van introduir a Eritrea (1880-1941) i Somàlia (1888-1960 a més d'una efímera ocupació d'Etiòpia (1935-1941). El Regne Unit va crear la Somàlia Britànica sobre les restes de la Somàlia Egípcia. França es va establir a Obock i Djibouti i va formar la Costa Francesa dels Somalis (Somàlia Francesa).
En les dècades recents, la Banya d'Àfrica ha estat una regió en crisi constant. Etiòpia hi ocupa una posició predominant a causa de la seva importància demogràfica: de fet, hi viu vora un 85% de la població de la regió. I la història d'Etiòpia ha estat marcada tradicionalment pels conflictes entre musulmans i cristians per l'ús dels recursos i de l'espai vital, i modernament per la controvèrsia entre el nacionalisme i el marxisme leninisme. La resta de la regió també és escenari de guerres contínues: la guerra civil que va esclatar a Somàlia el 1977 ha donat com a resultat que, des del 1991, no hi hagi institucions estatals comunes per a tot el territori somali. Eritrea es va enfrontar durant trenta anys a Etiòpia fins que va assolir la independència, però els enfrontaments entre els dos estats van continuar; Etiòpia fa front a les lluites d'alguns minories per assolir la sobirania. També hi ha hagut diversos conflictes armats a Djibouti i Eritrea.
A més a més, la regió es veu sacsejada regularment per catàstrofes naturals com ara sequeres o inundacions que afecten particularment les àrees rurals. De resultes de tot això la regió presenta un dels índexs de desnutrició més elevats del món i es troba amenaçada contínuament per importants crisis humanitàries. Entre el 1982 i el 1992, a la Banya d'Àfrica hi van morir un parell de milions de persones a causa d'aquesta combinació de guerres i fam.
Des del 2002 ha estat un focus d'atenció principal dels Estats Units, França, Alemanya i diversos estats africans en la lluita mundial contra el terrorisme.

## Cultura
Els pobles del corn estan culturalment lligats. Utilitzen la mateixa arada per llaurar, i el mateix dromedari com animal domèstic

## Ètnies
- A Djibouti viuen els àfars o danakil i els somalis del clan issa

- A Eritrea els bilen, els àfars, els hedareb o beni-amer coneguts com a poble beja, els kunama o baza, els nara, els saho o irob), els rashaida, els tigre, els tigrinya o tigrays i la seva branca musulmana els jeberti.

- A Etiòpia hi ha al tom d'un centenar d'ètnies, destacant els amhara, els àfars, els grups agaw, els gurages (somalis), el hammer, els hararis o hadere o adere, els irob (o sahos), els sidama, els oromo, els saho, els somalis, els tigrays o trigrinya, i altres.

- A Somàlia viuen els somalis i les minories són menys del 6% entre totes.

## Economia
Els estats depenen d'alguns productes claus:
- Etiòpia: el Café, 80% de les seves exportacions.
- Somàlia: les bananes i els ramats, 50% de les exportacions.

## Ecologia

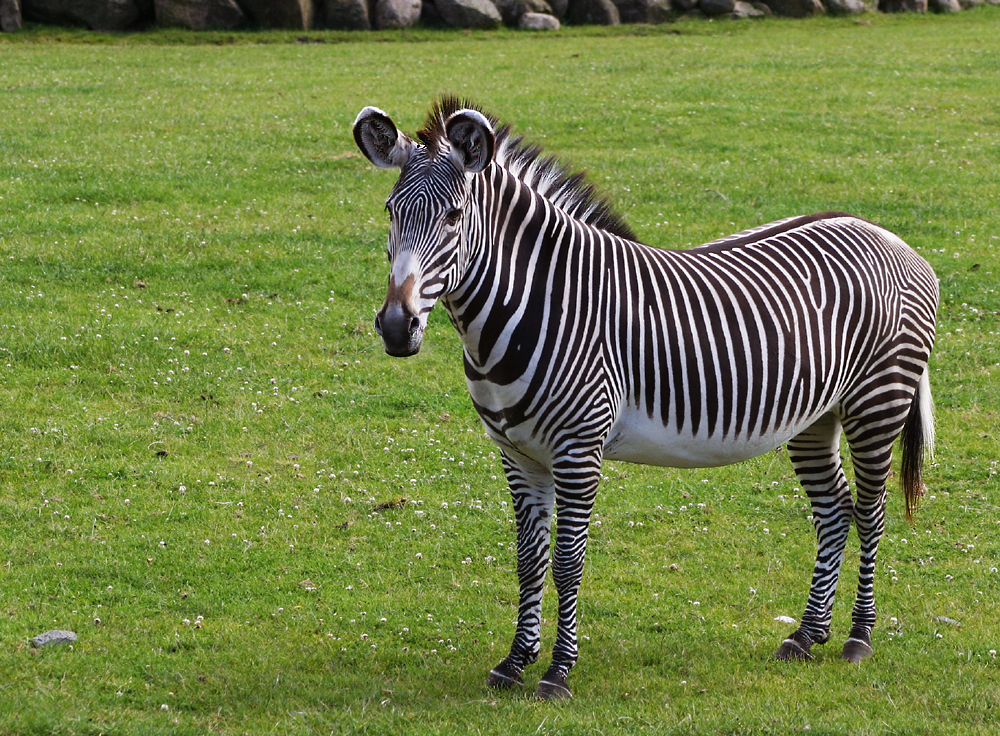
Zebra (Equus grevyi)

El Corn d'Àfrica està classificat com un lloc de Conservació Internacional de la Biodiversitat en Perill, i una de les dues zones àrides amb aquesta classificació. Tot i així l'excessiva pastura ha provocat la desaparició del 95% de les espècies animals i vegetals originals. A Socotora l'amenaça ve de la construcció d'infraestructures per a la població o turístiques.

### Fauna
Uns 220 mamífers es troben a la zona. Algunes espècies amenaçades són els antílops (especialment l'anomenat antílop de Beira, el dibatag, el dikdik i la gasela de Speke. Altres espècies destacades de la regió són l'ase salvatge somali, els babuins hamadrya, el gerbil somali, l'amodil, el gundi. Com a èquid només hi ha la zebra
Espècies d'ocells rellevants són el Bulo Burti boubou, el becgròs d'ales daurades, el warsangli i el francolí de Djibouti
Els rèptils endèmics són més abundant que en lloc d'Àfrica, amb 285 espècies de les quals 90 són exclusives de la regió. Destaquen el Haackgreerius, Haemodracon, Ditypophis, Pachycalamus i Aeluroglena. La meitat només es poden trobar a Socotora. En canvi els amfibis estan molt poc representats.
Hi ha unes 100 espècies de peixos dels quals 10 són endèmics.

### Flora
Es calcula que hi ha unes 5000 espècies, la meitat de les quals són endèmiques, especialment al nord de Somàlia on apareixen dues plantes endèmiques importants: les Barbeyaceae i les Dirachmaceae. Altres espècies destacades són la Dendrosicyos socotrana (només a Socotora), la palmera Bankoualé, l'ametlla Cordeauxia edulis, i el ciclamen somali.